# UnionPay
UnionPay (tiếng Trung: 银联; bính âm: Yínlián, phiên âm: Ngân Liên), còn được gọi là China UnionPay (tiếng Trung: 中国银联; bính âm: Zhōngguó Yínlián, phiên âm: Trung Quốc Ngân Liên), viết tắt là CUP hoặc UPI trên thị trường quốc tế, là một tập đoàn dịch vụ tài chính nhà nước Trung Quốc có trụ sở tại Thượng Hải, Trung Quốc. UnionPay cung cấp các dịch vụ thẻ ngân hàng và chương trình thẻ hàng đầu Trung Quốc đại lục . Được thành lập vào ngày 26 tháng 3 năm 2002, China UnionPay là một hiệp hội ngành thẻ ngân hàng của Trung Quốc, hoạt động dưới sự chấp thuận của Ngân hàng Nhân dân Trung Quốc (PBOC, ngân hàng trung ương của Trung Quốc). Đây cũng là một hệ thống chuyển tiền điện tử tại điểm bán hàng (EFTPOS) và là mạng liên ngân hàng duy nhất ở Trung Quốc liên kết tất cả các máy rút tiền tự động (ATM) của tất cả các ngân hàng trong cả nước. Thẻ UnionPay có thể được sử dụng ở 180 quốc gia và khu vực trên thế giới.
Năm 2015, UnionPay đã vượt qua Visa và Mastercard về tổng giá trị thanh toán của khách hàng và trở thành tổ chức xử lý thanh toán thẻ (thẻ ghi nợ và thẻ tín dụng kết hợp) lớn nhất thế giới. Tuy nhiên, chỉ 0,5% khối lượng thanh toán này là bên ngoài Trung Quốc.
UnionPay cung cấp các dịch vụ thanh toán di động và trực tuyến.

## Lịch sử

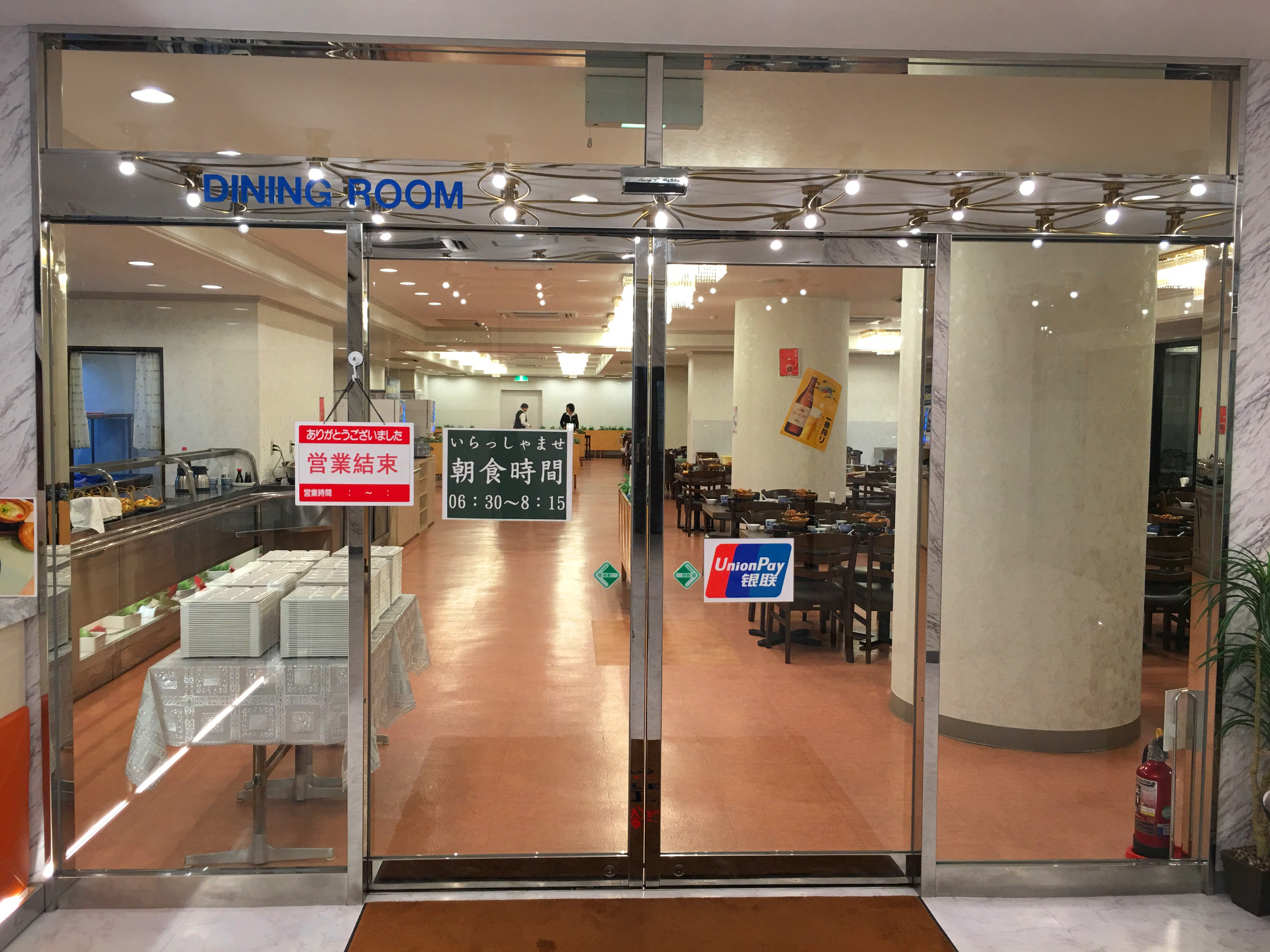
Logo UnionPay trên cửa một nhà hàng ở Chiba, Nhật Bản

Với sự chấp thuận của Ngân hàng Nhân dân Trung Quốc (PBOC), China UnionPay đã được ra mắt vào ngày 26 tháng 3 năm 2002, tại Thượng Hải bởi thống đốc PBOC Đới Tương Long. Ngân hàng Công thương Trung Quốc, Ngân hàng Nông nghiệp Trung Quốc, Ngân hàng Trung Quốc và Ngân hàng Xây dựng Trung Quốc là các thành viên đầu tiên của UnionPay. Tuy vậy, khái niệm về một mạng lưới thẻ ngân hàng thống nhất của Trung Quốc đã có từ năm 1993, với sự hình thành "Dự án Thẻ Vàng" do nhà lãnh đạo Trung Quốc lúc bấy giờ là Giang Trạch Dân chủ trương. UnionPay được coi là hậu duệ của dự án này, mặc dù các nỗ lực thống nhất các mạng lưới thẻ tín dụng liên ngân hàng của Trung Quốc đã được thực hiện từ những năm 1990.
Năm 2014, UnionPay được cho là đã góp phần vào việc bay vốn khỏi Trung Quốc do không quản lý được các giao dịch của nhiều điểm thanh toán tại Macau. Cùng năm đó, tổng số giao dịch thẻ CUP xuyên ngân hàng đã vượt 41,1 nghìn tỷ nhân dân tệ.

### Quan hệ đối tác
Năm 2005, UnionPay đã ký thỏa thuận với các mạng lưới thanh toán khác để tăng cường khả năng chấp nhận thẻ trên toàn thế giới, trong đó bao gồm:
- Thẻ Discover tại Hoa Kỳ
- Thẻ RuPay ở Ấn Độ
- Thẻ JCB tại Nhật Bản
- Thẻ BC ở Hàn Quốc
- Thẻ Mir ở Nga.

UnionPay ở Việt Nam:
- Ngân hàng TMCP Ngoại thương Việt Nam (Vietcombank) cung cấp cả thẻ tín dụng và thẻ ghi nợ UnionPay tại Việt Nam[10]
  - Vietcombank đã ngừng phát hành thẻ Vietcombank UnionPay[11][12]
- Ngân hàng TMCP Sài Gòn Thương tín (Sacombank) cung cấp cả thẻ tín dụng và thẻ ghi nợ UnionPay tại Việt Nam [10]
- Ngân hàng TMCP Công thương Việt Nam (Vietinbank) cung cấp cả thẻ tín dụng và thẻ ghi nợ UnionPay tại Việt Nam
- Ngân hàng TMCP Quân đội (MB Bank) cung cấp thẻ ghi nợ phi vật lý MB-UnionPay.[13]
- Ngân hàng TMCP Lộc Phát Việt Nam (LPBank) cung cấp thẻ ghi nợ phi vật lý LPBank Air Card [14]